# ARL8B
El gen ARL8B 
(ADP-ribosylation factor-like protein 8B) es un codificador de proteínas que posee múltiples funciones y está relacionado con diversos procesos biológicos. 

## Estructura

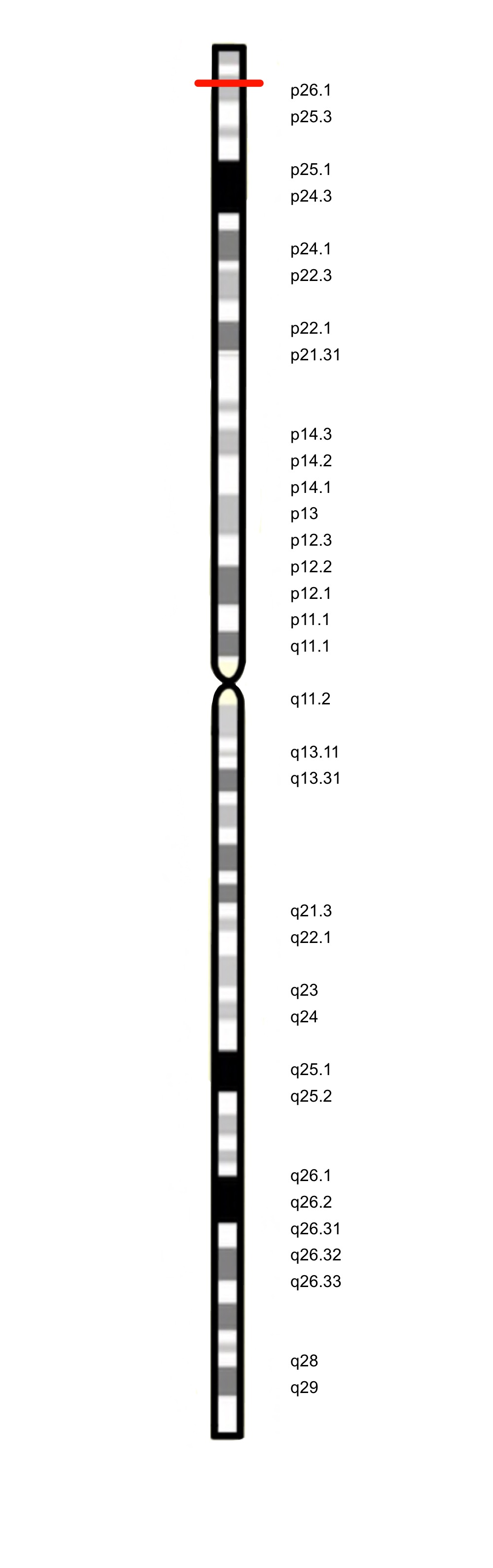
Localización del gen ARL8B en el cromosoma 3 según la expresión 3p26.1, que indica que el gen se encuentra en el brazo corto, la región 2, la banda 6 y la subbanda 1.

El factor ARL8B es también llamado ADP-ribosylation factor-like protein 8B,  o GTPasa 8B y, como su nombre indica, se trata de una pequeña GTPasa que oscila entre estados activos de GTP e inactivos de GDP.
Este factor se encuentra en el brazo corto (p), del cromosoma 3, concretamente en la región 2 y la banda 6 (subbanda 1) respecto al centrómero: 3p26.1
La estructura bioquímica de esta proteína se describe a partir de la estructura de la GTP y, por tanto, consta de:
- Un anillo heterocíclico de guanina (purina).
- Un azúcar base de cinco carbonos, la ribosa (de anillo furano).
- Tres grupos fosfatos unidos.

En las proteínas GTP el primer grupo fosfato está unido al carbono 5’ del azúcar ribosa y el residuo de guanina se une a esta molécula a través del carbono en posición 1’ del anillo de la ribofuranosa.

## Roles fisiológicos
Algunos de los principales papeles del gen ARL8B a nivel fisiológico son el transporte retrógrado lisosomal, la regulación del posicionamiento de lisosomas, la mediación del contacto entre estos y las gotas lipídicas,el tráfico endocítico, el reciclaje de endosomas, la participación en procesos inflamatorios y la conformación de una de las principales vías lipolíticas de nuestro organismo.

El ARL8B se describe como un regulador clave de las funciones inmunológicas y celulares lisosomales. Ello se debe a sus diversos mecanismos de actuación.

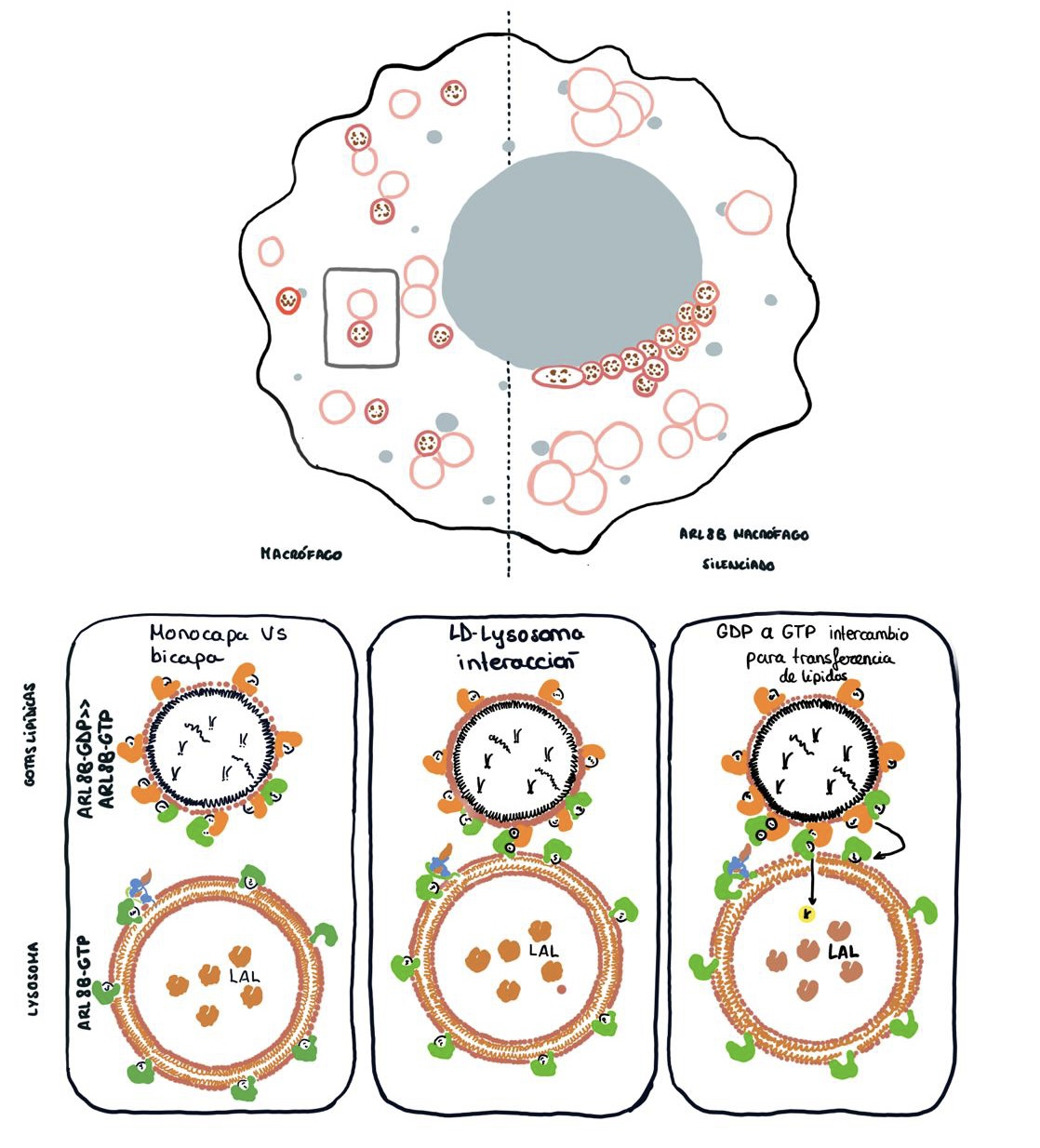
Mecanismo de actuación ARL8B en la regulación de la carga lisosomal.

La unión de este factor con las gotas lipídicas y los lisosomas le permite formar un complejo de tipo heterotípico, siendo capaz de regular los contactos entre las gotas lipídicas y los lisosomas, además de la transferencia eficiente de lípidos entre estos orgánulos. Es capaz de generar la redistribución lisosomal hacia la periferia de la célula y hacia las proyecciones de membrana.
De manera conjunta con la GTPasa, el ARL8B es capaz de reclutar motores moleculares que intervienen en el transporte de las vesículas de agregación patógena de la proteína priónica mal desplegada (PrP) hacia los extremos.

## Actividad catalítica
La proteína ARL8B tiene diversas funciones en el organismo, las cuales se rigen por su actividad catalítica relacionada con una acción GTPasa.
Dicha reacción de catalización se representa como:
```
GTP + H2O = GDP + H+ + fosfato
```

Es decir, a partir de GTP y agua se obtiene GDP protones y un grupo fosfato.

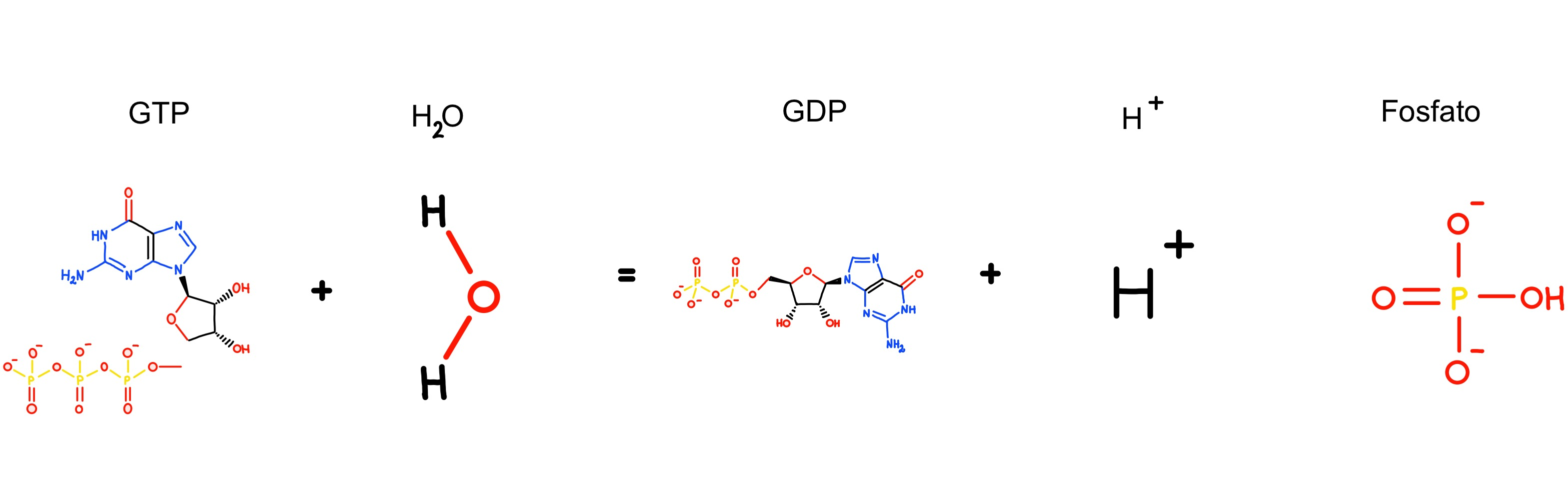
Reacción que cataliza ARL8B en la que se obtiene la forma inactiva GDP a partir de la forma activa GTP.

## Proteínas asociadas
El gen ARL8B codifica una gran variedad de proteínas con el fin de especificar las secuencias de aminoácidos. Estas asociaciones son esenciales para el correcto funcionamiento de las células de los organismos.
ARL8B interactúa con GDP (Guanosín Di-Fosfato) y GTP (Guanosín Tri-Fosfato). La localización de ARL8B en lisosomas, la citoxicidad mediada por células natural killer, la presentación de antígenos depende del estado del nucleótido de guanina. En el estado activo de su enlace GTP actúa un mutante de Arl8b: Arl8-Q75L, mientras que con el enlace GDP inactivo actúa el gen mutante Arl8-T34N.
Por otra parte, se asocia a la β-tubulina independientemente de su enlace con el nucleótido de guanina. Esta interacción se demostró mediante coinmunoprecipitación de extractos de células HeLa que sobreexpresan ARL8B.
PLEKHM1: actúa como un efector dual de RAB7A y ARL8B que se use simultáneamente a estas GTPasas, provocando la fusión de endosomas tardíos y lisosomas. La interacción con ARL8B es un factor importante en la maduración terminal de los autofagosomas y para mediar en la fusión autofagosoma-lisosoma, regulando la distribución periférica de los mismos y la formación de bordes ondulados en los osteoclastos (por similitud). También está involucrado en la regulación negativa de los endosomas tempranos hasta los endosomas tardíos, produciendo su asociación con RAB7.
 SNW1 : gen codificador de un coactivador que mejora la transcripción de algunos promotores Pol II. Este coactivador puede unirse a los receptores de vitamina D y a los de retinoides para mejorar la expresión génica. Así como puede ser un factor de empalme al interactuar con la proteína 2 de unión a poli(A) e involucrarse en la oncogénesis al interactuar con una región de las oncoporteínas. Cumple un papel fundamental en la unión de pre-ARNm (mensajero) como componente del espliceosoma menor.
CIDEB: permite una actividad de unión a proteínas idénticas. Implicado en la actividad de la endopeptidasa de tipo cisteína, regula la apoptosis y la liberación de citocromo c de las mitocondrias. La proteína codificada es un lípido transferasa que se expresa en hepatocitos y promueve la formación y agrandamiento de gotas lipídicas, así como a la restricción de lipólisis favoreciendo el almacenamiento de lípidos. Promueve el intercambio de lípidos y la fusión de gotas lipídicas en hepatocitos, participa en la biogénesis y el transporte de vesículas citoplasmáticas.
SLC30A8: implicada en la acumulación de zinc en vesículas intracelulares, siendo una antiportadora de iones de zinc acoplada a protones. La proteína codificada se colocaliza con la insulina en los gránulos de la vía secretora de las células INS-1 (en los islotes de Langerhans del páncreas), y regula así la secreción de insulina.
TMEM14B: implicada en el desarrollo de la corteza cerebral, regulación de la transición de G1 a S de la mitosis celular, y proliferación de células precursoras neuronales mediante la translocación nuclear de IQGAP1. La proteína codificada se implica en el plegamiento y aumento cortical en la neocorteza en desarrollo.
BORCS5: subunidad 5 del complejo relacionado con BLOC-1. Implicado en el transporte de orgánulos a lo largo de microtúbulos. Se encuentra intrínsecamente en la cara citoplasmática de la membrana lisosomal y la membrana plasmática. Forma parte del complejo proteico BORC, desempeñando un papel en el movimiento y localización de lisosomas en la periferia celular. Este complejo proteico es capaz de reclutar ARL8B y acoplar lisosomas a microtúbulos junto con un motor de cinesina dirigido al extremo positivo.
PLEKHM2: desempeña un gran papel en el movimiento y localización de lisosomas en la periferia celular, siendo un efector de ARL8B. Es necesario para que el gen ARL8B ejerza su capacidad de ubicación de los lisosomas, reclutando kinesia-1 en los lisosomas y dirigiendo así su movimiento hacia los extremos positivos de los microtúbulos.
VPS41: proteína asociada a la clasificación de proteínas vacuolares (41) homólogas. Actúa en el tráfico de proteínas hacia los compartimentos lisosomales, incluyendo las vías autofágicas. Actúa como un componente central del complejo de anclaje endosómico HPS y tiene un papel fundamental en la conversión del endosoma Rab5 a Rab7, lo que involucra también a MON1A/B, a través de la unión de complejos SNARE. El reclutamiento del complejo HOPS en Rab7 en la membrana endosómica tardía hace que se regule el tráfico endosómico por su asociación con el gen RILP y a las membranas de los lisosomas a través de su asociación con el gen ARL8B.
| PROTEINA | TIPO DE INTERACCIÓN | LOCALIZACIÓN           | COMPATIBILIDAD | Nº DE INTERACCIONES |
| -------- | ------------------- | ---------------------- | -------------- | ------------------- |
| PLEKHM1  | Directa             | Intracelular           | Alta           | 7                   |
| SNW1     | Asociación física   | Intracelular           | Alta           | 89                  |
| CIDEB    | Asociación física   | Intracelular           | Media          | 58                  |
| SLC30A8  | Asociación física   | Intracelular, membrana | Media          | 66                  |
| TMEM14B  | Asociación física   | Membrana               | Media          | 193                 |

## Aplicaciones médicas
Según un estudio del Centro Max Delbrück en Alemania, señaló a la proteína ARL8B como posible biomarcador de la Enfermedad de Alzheimer. Se detectó que el líquido cefalorraquídeo de los pacientes con Alzheimer tiene un número de proteínas ARL8B significativamente mayor que el de los pacientes sanos.
A su vez, este codificador también participa en procesos de embriogénesis, más concretamente media la degradación lisosomal de las proteínas maternas, contribuyendo en el desarrollo embrionario. Recientes investigaciones “in-vivo” demuestran la posible asociación de la reducción del ARL8B inducido por radioterapia disminuye el crecimiento tumoral invasivo y la metástasis a distancia, siendo el tráfico lisosómico mediado por el ARL8B un objetivo de mejora de la radioterapia.
Otra de las relaciones principales del ARL8B es su aumento de expresión en la enfermedad ocasionada por el VHC (Virus de la Hepatitis C), y su utilización en el desarrollo de modelos murinos de lupus eritematoso sistémico.
Además, recientes investigaciones asocian a este codificador con la patología generada por el SAR-Cov-2, la COVID-19.